# Гео Милев
Георги Милев Касабов, познат под називом Гео Милев, је бугарски песник и публициста, главни представник експресионизма у бугарској књижевности. Заједно са осталим симпатизерима, левице, убијен је од стране полиције током догађаја у априлу 1925. Отац је дипломате и списатељице за децу, Леде Милеве. Данас у Софији постоји једно насеље названо по његовом имену.

## Биографија
Гео Милев рођен је 15. јануара 1895. године у Радном Махлу (сада Раднево), у породици наставника и новинарке Милиа Касабова. Касније се отац преселио у Старе Загоре, где је 1907. године основао књизарску и издавачку кућу.

### Образовање
Гео Милев је завршио средњу школу у Старој Загори (1907 - 1911). У то доба, са дванаест година, састављао је рукописне новине и збирке, илуструјући себе, пишући духовите, патриотске и интимне песме, преводећи руске песме Александра Пушкина, Мајкла Лермонтова, Николаја Некрасова, Алексеја Колтсова, Афанасија Фетта и других.Студира римску филологију на Софијском универзитету "Ст. Климент Охридски "(1911 - 1912), а затим наставља школовање у Лајпцигу.Стигао је у Лајпциг, али су га догађаји присилили да се ускоро врати у Бугарску (1915).

## Стваралаштво
У Бугарској, Гео Милев штампа у ограниченом броју лирске "летеће" листове, за Стефана Маларма, Рихард Демел, Пол Верлен, Емил Верхан и Фридрх Ниче, који садже стихове који су преведени од њега. Сваки лист је посвећен неком од младих песника- Николај Лилиев, Димчо Дебељанов, Теодор Трајанов, Људмил Стојанов и Николај Рајнов. Гео Милев води рачуна о књизи свог оца, који се мобилише.У зиму 1915. - 1916, заједно са Николом Икономов организује у Старој Загори позоришну трупу, која игра неколико представа.

## Учествовање у Првом светском рату
У марту 1916. Гео Милев је мобилисан и послат у Школу резервних официра у Књажево. Одатле је послат у 34-ти тројански пук, као виши подофицир који је био на положају у Дојрану. Био је именован за команданта обавештајне јединице у граду. 29. априла 1917. године његов рад је откривен од стране Енглеза и подвргнут артиљеријској ватри. Милев је тешко повређен у глави и губи десно око.У фебруару 1918. Гео Милев је отишао са супругом за Берлин, а остао је тамо до марта 1919.Након повратка у Софију, Гео Милев објавио је часопис "Вага" (1919 - 1922), који је трибина симболике и експресионизма у Бугарској.

## Смрт
Гео Милев умире 15. маја 1925. године, у Софији. Његови посмртни остаци откривени су током педесетих година прошлог века у масовној гробници у близини Софије (Илиенци). Препознаје се по вештачком оку, постављеног током операција у Немачкој. Иван Валков је пред судом, 1954. године доказао да је Гео Милев био подвргнут физичком насиљу. Кућа у којој је Гео Милев живио у Старој Загори претворена је у музеј. У фебруару 2013. породичну кућа у Радневу купила је општина Раднево, чија је сврха била да се овај историјски дом обнови и отвори као музеј. Гео Милев је један од ликова у документарној књизи Николаја Христозова "На путу несталих" (1978). 2015. године у Народном позоришту "Иван Вазов" постављена је продукција "Гео" по роману Карастојанова, који је режирао Иван Добчев.